# 阿嫂 (電影)
《阿嫂》，又名《阿嫂傳奇》，是2005年8月港產片，演員包括曾志偉、任達華、黃秋生、方中信、林嘉欣、劉心悠等。由鄭丹瑞監製，黃精甫導演。

## 劇情簡介
《阿嫂》是黑社會江湖電影，敘述香港社團大家族恩仇。

## 人物角色
| 角色名稱 | 演員   | 備註                         |
| -------- | ------ | ---------------------------- |
| 百 德    | 曾志偉 | 社團領導人                   |
| 辰 哥    | 任達華 |                              |
| 大 風    | 黃秋生 |                              |
| 花 哥    | 方中信 |                              |
| 洛 華    | 林嘉欣 | 百德友人遺孀，丈夫被阿九所殺 |
| 菲 比    | 劉心悠 | 阿九之女，阿九死後由百德收養 |
| 增秀和尚 | 元 華  |                              |
| 向 東    | 劉 燁  | 百德保鏢                     |
| 阿 九    | 廖啟智 | 百德手下，被洛華所殺         |
| 小紅帽   | 羅仲謙 |                              |
| 灰 狗    | 謝君豪 | 洛華助手                     |
|          | 李家輝 | 公仔店經理                   |
| 耀 明    | 戎 祥  | 江湖大佬之一                 |
| 汪老闆   | 鄭丹瑞 | 江湖大佬之一                 |

## 獎項
- 2006年香港電影金像獎

- 入圍「最佳女配角」：林嘉欣
- 入圍「最佳新演員」：劉心悠

## 外部連結
- 開眼電影網上《阿嫂》的資料（繁體中文）
- 香港影庫上《阿嫂》的資料（繁體中文）
- 豆瓣电影上《阿嫂》的資料 （简体中文）
- 时光网上《阿嫂》的資料（简体中文）
- 爛番茄上《阿嫂》的資料（英文）
- AllMovie上《阿嫂》的资料（英文）
- 互联网电影数据库（IMDb）上《阿嫂》的资料（英文）
- 社團大佬曾志偉（百德），當年的一句：她長大後我就娶她，看誰敢殺阿嫂！ （页面存档备份，存于）